# Vinninga
Vinninga – miejscowość (tätort) w Szwecji, w regionie administracyjnym (län) Västra Götaland, w gminie Lidköping.
Według danych Szwedzkiego Urzędu Statystycznego liczba ludności wyniosła: 1033 (31 grudnia 2015), 1052 (31 grudnia 2018) i 1075 (31 grudnia 2019).